# Stundenbuch des Markgrafen Christoph I. von Baden
Das Stundenbuch des Markgrafen Christoph I. von Baden ist ein luxuriös ausgestattetes handgeschriebenes Gebetbuch in lateinischer Sprache, das der fromme Landesherr für seinen persönlichen Gebrauch vermutlich um 1490 in Paris anfertigen ließ. Das Kalendarium beginnt mit „In dem Jar. M.°cccc°vnd.lxxxviii“ für das Jahr 1488.

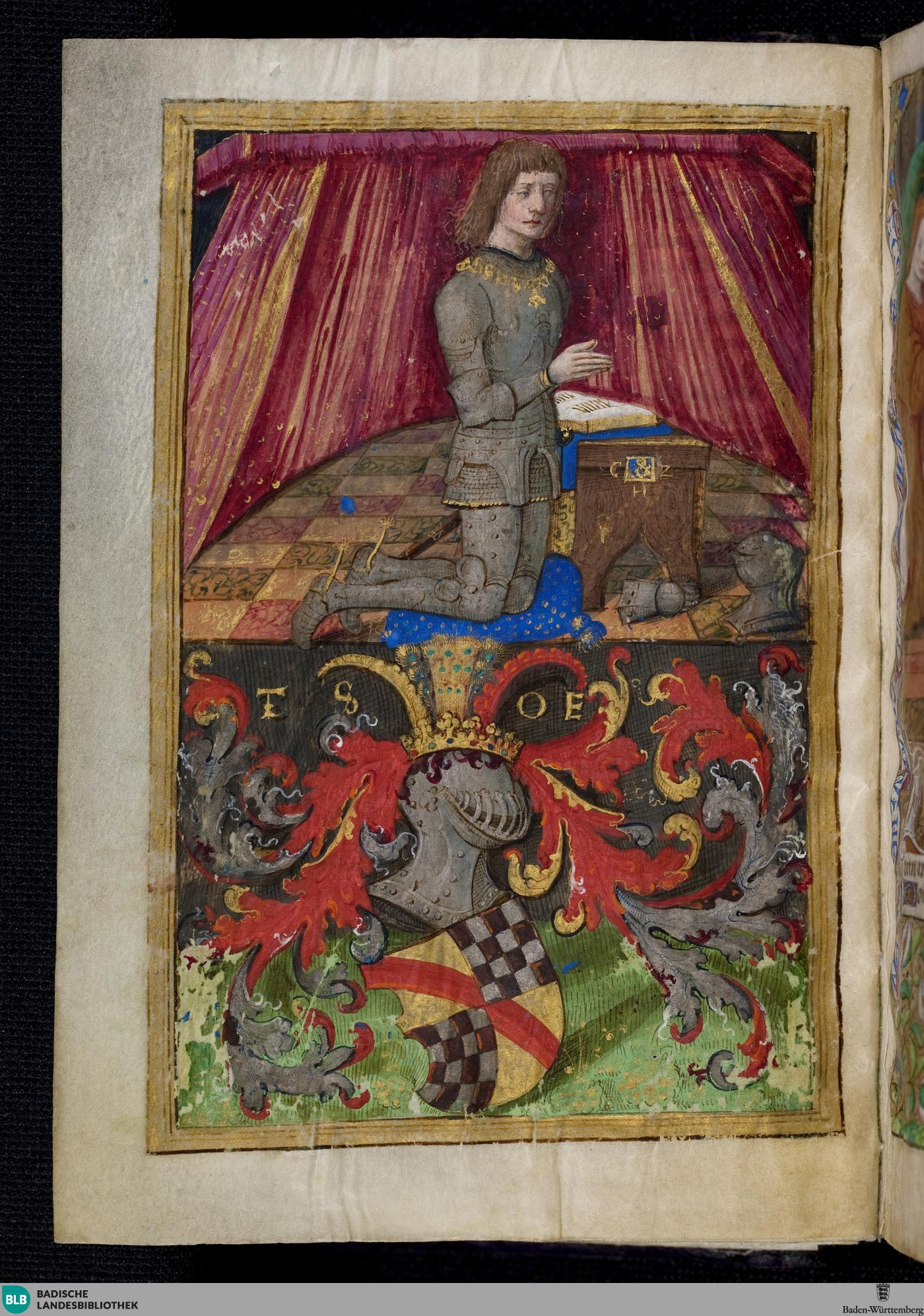
Stundenbuch des Markgrafen Christoph I. von Baden, Stifterbild

## Geschichte und Provenienz
Das kleinformatige lateinische Stundenbuch umfasst 112 Blatt (14,6 × 10,3 cm) und ist auf Pergament in einer regelmäßigen humanistischen Bastarda geschrieben. Der qualitätsvolle Buchschmuck besteht aus 17 großen und 24 kleineren, in den Text eingefügten Bildern, die von farbenfroh gemalten Randbordüren eingefasst sind. Die großformatigen Miniaturen zeigen vor allem Szenen aus dem Neuen Testament, die kleineren Miniaturen Evangelisten und Heiligenfiguren. Reicher Initialschmuck und vielfältige Zeilenfüller sind weitere Ausstattungsmerkmale. Neun Blätter wurden vermutlich 1515, nach dem Verzicht Christophs auf die Markgrafenwürde, zu dem ihn seine Söhne gezwungen hatten, ersetzt; drei Blätter wurden später neu eingefügt.
Nach Eberhard König deuten kunsthistorische Kriterien auf Paris als Entstehungsort der Handschrift hin. Die qualitätsvollen Miniaturen rechnet er dem Frühwerk jenes Meisters zu, der später als Hauptvertreter der Schule von Rouen die „Triomphes“ von Francesco Petrarca geschaffen hat. Aus dem Stifterbild (Bl. 18v) ergibt sich, dass das Stundenbuch für den badischen Markgrafen Christoph I. (1453–1527) hergestellt wurde. Dafür sprechen auch die auf mehreren Miniaturen wiederholte Devise TSOE (wahrscheinlich für Trüw, Stet On End) und das Monogramm an dem Betpult, vor dem Christoph kniet. Das Wappen mit Helmzier im unteren Bildfeld weist auf die badischen Markgrafen ebenso hin wie die Nennung des seligen Bernhard von Baden oberhalb eines kleinen Bildes im hinteren Teil der Handschrift (Bl. 96r). Auf einem deutlich später eingefügten Blatt (Bl. 10v) ist der greise Markgraf zusammen mit seinem Namenspatron und der heiligen Odilia zu sehen. Offenbar hat er sein Gebetbuch so sehr geschätzt, dass er im Alter dieses Bild von einem deutschen Illustrator nachtragen ließ.
Aufgrund seiner Vasallendienste für die Habsburger, denen er sich durch seine Mutter verwandtschaftlich verbunden fühlte, wurde Christoph 1491 in den Orden der Ritter vom Goldenen Vlies aufgenommen. Weil er auf dem Stifterbild diesen Orden bereits über seiner Rüstung trägt, spricht vieles dafür, dass die Handschrift in diesem Jahr entstanden ist, sofern man nicht annimmt, dass dem Illustrator die bevorstehende Ordensverleihung bereits bekannt war.

## Inhalt
f. 2v-3v: Chronologische Tabellen (in deutscher Sprache)

f. 4r-9v: Kalender

f. 10v: Nachträglich eingefügtes Stifterbild

f. 11r-18r: Die Perikopen

f. 18v: Stifterbild

f. 19r-50v: Marienoffiz

f. 51r-54v: Horen des Hl. Kreuzes und Hl. Geistes

f. 55r-56v: Marienmesse

f. 57r-65v: Bußpsalmen und Litanei

f. 66r-85r: Totenoffiz

f. 85v-107r: Heiligensuffragien und anschließende Gebete
Angaben als Folio mit Vorder- (r = recto) und Rückseite (v = verso). Nicht erwähnte Blätter sind leer.